# Rue Roture
La rue Roture, communément appelée par les Liégeois En roture, est une rue d'Outremeuse. Elle est caractéristique du style mosan du XVIIe siècle. Piétonnière, étroite, elle est devenue une rue pittoresque avec de nombreux restaurants et constitue un des pôles d'attraction de la fête du XV août.

## Toponymie

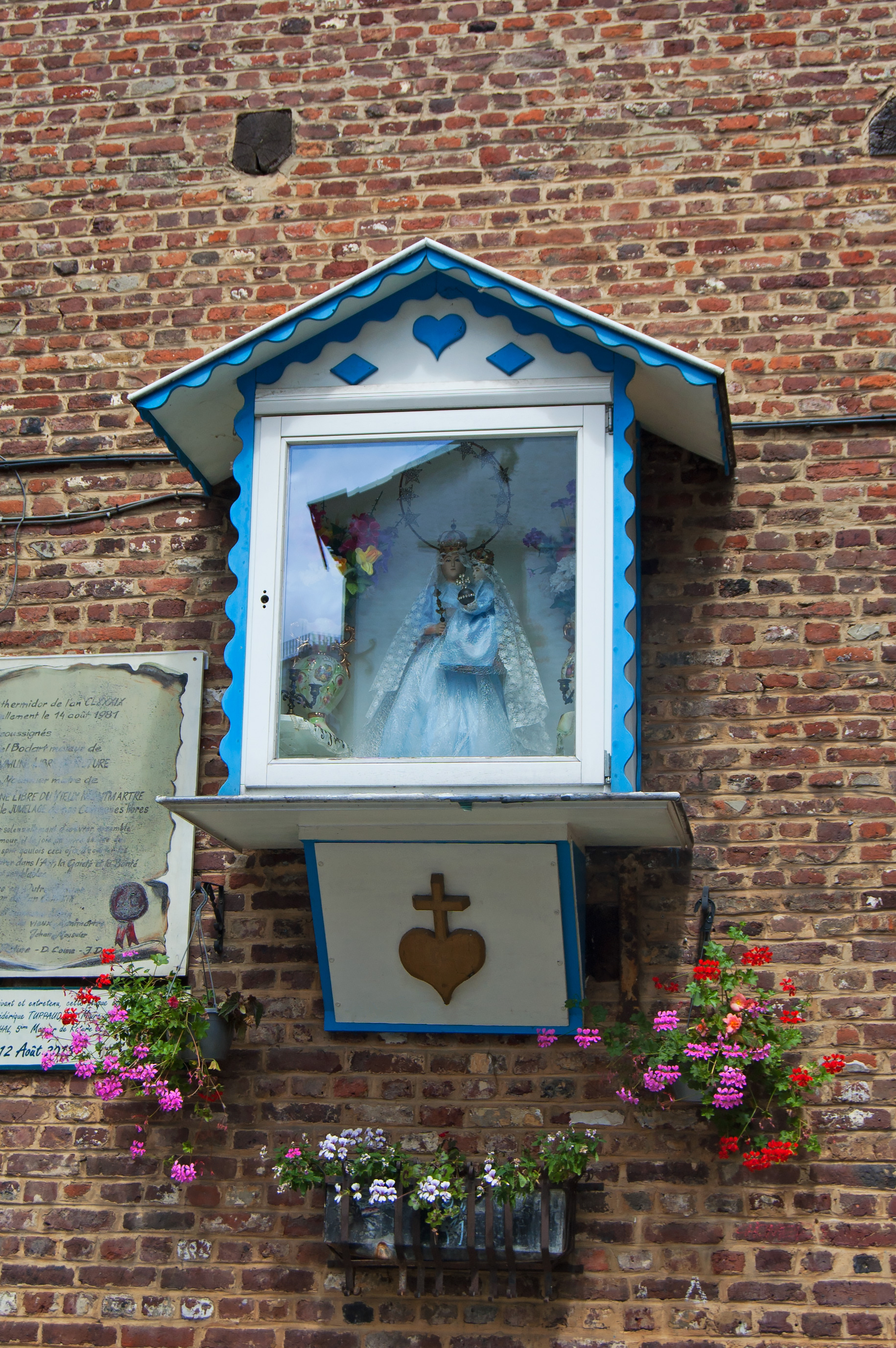
Potale de la Vierge à l'Enfant située place Gabriel.

L’appellation dérive du bas latin via rupta (« voie rompue »), c'est-à-dire de route rendue praticable par l'enlèvement d'obstacles, et non du fait que cette rue aurait été habitée par des roturiers.

## Historique
Située dans Vinåve des Prés — un des trois anciens vinåves (« quartiers ») de la Cité de Liège —, elle reliait la chaussée du Pré (devenue rue Pont Saint-Nicolas au XIIIe siècle) à, d'une part, En Bêche (actuelle rue Grande-Bêche) et à, d'autre part, Derrière les Potiers par le pont de Bêche sur la Rivelette (un des biefs de la Meuse et actuelle rue Jean d'Outremeuse).

Sur la carte établie par Johannes Blaeu en 1649, elle porte  le nom de rue de Retour.

### La cage aux lions
Elle constitue l'entrée de la rue au tenant de la rue Puits-en-Sock. Il s'agit d'une chicane formée de deux grilles métalliques à barreaux verticaux placée sous une travée voutée (en wallon liégeois un ârvau et, dans les communes limitrophes du sud-ouest de Liège, un ârvå). C'est à la suite d'un accident mortel, survenu en 1909, impliquant un garçonnet sortant impétueusement de la rue Roture et un tram de la ligne no 10 des TULE (Tramways unifiés de Liège et extensions) circulant rue Puits-en-Sock que la chicane est installée.

## Activités
La rue Roture est une des rues les plus pittoresques du quartier d'Outremeuse. Par endroits très étroite ou s'ouvrant sur la place Gabriel, elle est bordée d'immeubles anciens dont certains sont le cadre de commerces exercés le plus souvent dans le secteur Horeca. Sur la place Gabriel se trouve aussi une fontaine Montefiore.
Durant 3-4 jours, lors de la fête du XV août, les bars ayant pignons sur rue, proposent du peket (un alcool de baies de genévrier aromatisé) et des cocktails à base de péket jusqu'aux petites heures du matin, le tout dans une ambiance très festive.

## Voiries adjacentes
- Rue Puits-en-Sock
- Impasse Croctay
- Rue des Grignoux
- Rue Jean d'Outremeuse
- Rue de l'Ourthe
- Impasse Balthazar